# Weld
Weld är ett livealbum och en konsertvideo av Neil Young & Crazy Horse, utgivna 1991. Materialet är inspelat under deras Ragged Glory/Smell the Horse Tour samma år.
Albumet, bestående av två skivor, gavs ursprungligen ut som en del av ett trippelalbum, Arc-Weld, i begränsad upplaga (25 000 exemplar). Även Arc-delen, bestående av ett enda spår mestadels utgjort av akustisk rundgång, har senare givits ut separat.

## Låtlista
Samtliga låtar skrivna av Neil Young, om inte annat anges.

### Skiva ett
1. "Hey Hey, My My (Into the Black)" - 5:42
2. "Crime in the City" - 6:32
3. "Blowin' in the Wind" (Bob Dylan) - 6:49
4. "Welfare Mothers" - 7:04
5. "Love to Burn" - 10:01
6. "Cinnamon Girl" - 4:45
7. "Mansion on the Hill" - 6:14
8. "F*!#in' Up" - 7:09

### Skiva två
1. "Cortez the Killer" - 9:46
2. "Powderfinger" - 5:58
3. "Love and Only Love" - 9:17
4. "Rockin' in the Free World" - 9:22
5. "Like a Hurricane" - 14:00
6. "Farmer John" (Don Harris, Dewey Terry) - 5:00
7. "Tonight's the Night" - 8:45
8. "Roll Another Number (For the Road)" - 5:19

## Medverkande
- Neil Young - gitarr, sång
- Crazy Horse
  - Ralph Molina - trummor, sång
  - Frank "Poncho" Sampedro - synthesizer, gitarr, sång
  - Billy Talbot - bas, sång